# Piotr Wadecki
Piotr Wadecki (nascido em 11 de fevereiro de 1973) é um ex-ciclista polonês, profissional de 1997 a 2006.
Terminou em segundo lugar na competição Volta à Polónia de 2000. Competiu nos Jogos Olímpicos de Verão de 2000 em duas provas de ciclismo de estrada.